# Tricholepidium buergerianum
Tricholepidium buergerianum là một loài thực vật có mạch trong họ Polypodiaceae. Loài này được (Miq.) Fraser-Jenk. mô tả khoa học đầu tiên năm 2008.